# Narciso Parigi
Narciso Parigi (ur. 29 listopada 1927 w Campi Bisenzio, zm. 25 stycznia 2020 we Florencji) – włoski aktor i piosenkarz.

## Biografia
Narciso Parigi urodził się 29 listopada 1927 roku w Campi Bisenzio w Toskanii. Zadebiutował w Radio Firenze w 1944 roku jako „piosenkarz radiowy” z różnymi orkiestrami. Pracował z Radiem Firenze w latach 1945–1965.
Brał udział w festiwalu di Napoli w 1963 roku z Nunzio Gallo. Zaśpiewał piosenkę Annamaria.
Parigi działał również w Stanach Zjednoczonych. Brał udział we włoskich programach telewizyjnych, takich jak Ci vediamo i Mezzogiorno in famiglia. W dniu 29 listopada 2017 roku w swoje 90. urodziny, Parigi otrzymał nagrodę Fiorino d'oro (Złotego Florina) od miasta Florencji za zasługi muzyczne.
Narciso Parigi zmarł 25 stycznia 2020 roku w wieku 92 lat.